# Templeton (Massachusetts)
Templeton est une petite ville du comté de Worcester, dans le Massachusetts. Elle comptait 8 013 habitants au recensement de 2010. La commune regroupe quatre villages: Templeton Center, East Templeton, Baldwinville (en) et Otter River. C'est là que se trouve le lycée régional, Narragansett Regional High School, qui couvre aussi les besoins éducatifs de Phillipston.
Située à l'ouest de Gardner et séparée de 80 km de Boston, Templeton a une superficie d'environ 84 ha.

## Histoire
Recensée en 1733 comme le lot Narragansett #6, Templeton était destinée aux anciens combattants de la guerre contre les indiens Narragansett, qui était terminée depuis 1675, mais la loi de dédommagement ne fut votée qu'en 1728. En 1762, le « secteur 6 » reçut le statut de commune et prit son nom actuel de « Templeton » en 1764.
Le nouvel hôtel de ville a été aménagé dans l'ancienne école (East Templeton School) grâce aux efforts de nombreux bénévoles et a ouvert ses portes au mois de juillet 2014.